# Kurt Herwarth Ball
Kurt Herwarth Ball (* 7. September 1903 in Berlin; † 24. April 1977 in Leipzig), Pseudonyme Jochim Dreetz und Hanns Tedesko, war ein deutscher Schriftsteller.

## Leben
Der Arbeitersohn Kurt Herwarth Ball übte nach dem Ersten Weltkrieg verschiedene Tätigkeiten aus, unter anderem als Arbeiter in einer Holzteerfabrik und als Heizer in einer Berliner Wohnanlage. Dann zogen seine Eltern nach Angermünde um, wo er auch in der Landwirtschaft tätig war. Schon in den 1920er Jahren war er mit Artikeln und Erzählungen für Zeitungen und Zeitschriften literarisch aktiv. Nachdem er in dieser Zeit den begleitenden Text zu einigen Bildbänden geschrieben hatte, erschien 1930 sein erster eigenständiger Roman, Fehde auf Island, in dem er altisländische Sagenstoffe aufgriff.
1930 zog Kurt Herwarth Ball nach Leipzig um, wo er in der Mühligstraße 3 lebte. In dieser Zeit war er auch schon längst ein begeisterter Anhänger des Nationalsozialismus. Zum 1. Mai 1933 trat er in die NSDAP ein (Mitgliedsnummer 3.545.700). In Leipzig lernte er offenbar auch den bekannten Antisemiten Theodor Fritsch kennen, der seit 1902 die Zeitschrift Hammer herausgab, und wurde dessen Mitarbeiter. Nach Fritschs Tod führte er die Zeitschrift ganz in antisemitischem Sinne weiter, als Hauptschriftleiter von 1932 bis 1935. Ball war als V-Mann des SD tätig. Der Reichssender Leipzig lobte 1936 Balls „Kampfschriften des nordischen Geistes“. In dieser Zeit war Ball auch Autor der SS-Zeitschrift Das Schwarze Korps und weiterer NS-Zeitschriften.
Nach dem Zweiten Weltkrieg wurden Balls Schriften Die Wege der Wolfsöhne (Limpert, Berlin 1938), Spuk an der Oder (Schmidt & Spring, Leipzig 1938) und Der blinde Bauer (Ludendorff, München 1939) in der Sowjetischen Besatzungszone auf die Liste der auszusondernden Literatur gesetzt.
Ball passte sich in der Nachkriegszeit an. Er trat 1949 in die NDPD ein, wurde Stadtbezirksverordneter in Leipzig-West und 1952 Sekretär des Leipziger Schriftstellerverbandes. Jedoch musste er 1957 wieder zurücktreten. Ab 1945 arbeitete er für einige Jahre als Hilfsarbeiter in einer Leipziger Stahlgießerei. Seine Erlebnisse dort verarbeitete er, ganz im „Sinne des sozialistischen Realismus“, in dem 1949 erschienenen Buch Halle zwo. Anschließend arbeitete er für längere Zeit in der Redaktion der Leipziger Volkszeitung, war von 1949 bis 1952 Chefredakteur der Leipziger Beilage der National-Zeitung und veröffentlichte mehrere unterhaltsame Romane und Erzählungen, die sich meist mit Alltagsproblemen beim propagierten Aufbau des Sozialismus beschäftigten. Gemeinsam mit Lothar Weise hat er mehrere Titel aus dem Science-Fiction-Genre geschrieben.
Als das DDR-Ministerium des Inneren 1950 die Akte "Ball" schloss, wunderte sich der Chef der örtlichen Leipziger Polizei-Abteilung, die für die Verfolgung von Nationalsozialisten zuständig war (K5), und meinte, Ball hätte für seine SD-Tätigkeit stattdessen eine mehrjährige Gefängnisstrafe verdient.

## Einsatz für die Bücherverbrennung
Zur Bücherverbrennung im Rahmen der Aktion wider den undeutschen Geist im April und Mai 1933 äußerte sich die Deutsche Studentenschaft, DSt, durch Ball in seinem Aufruf "Deutsch", den die DSt in ihrem "Artikeldienst" reichsweit verbreitete. Darin propagiert Ball die „12 Thesen wider den undeutschen Geist“, die am 12. April 1933 als Auftakt in den Universitäten plakatiert wurden:
„Und dann muß noch ein anderes sein, dieses das die Deutsche Studentenschaft begonnen: Der Kampf gegen das Untermenschentum der Fremdblütigen. Wenn wir die Seele des deutschen Volkes zur lodernden Flamme wiedergestalten und erhalten wollen, dann greifen wir getrost nach den Händen, die uns die 12 Thesen der Deutschen Studentenschaft entgegenstrecken. Zwölfmal dieser harte Wille des jungen Geschlechts: ,Deutsch!' Zwölfmal der urstarke, blutsmäßige, bodenständige Ruf: ,Deutsch!' Und dieser Ruf von Studenten, von einer jungen Generation, die das harte Muß kennengelernt hat als Werkstudent in den Hungerjahren, als Wehrstudent in ehrlosen Jahren. Schließen wir die Reihen der deutschen Menschen, die da um die Zukunft kämpfen in Politik, Wirtschaft, Wissenschaft und Schrifttum, in aller Kunst, stehen wir zusammen, eine neue Front, die unaufhaltsam marschiert, deren Ruf nur ein Wort ist: Deutschland!“
Die fünf regionalen Zeitschriften Fränkischer Kurier, Würzburger Generalanzeiger, Fränkisches Volksblatt, Neue Bayerische Landeszeitung und Fränkisches Volk wurden durch Zuschrift der DSt genötigt, den kompletten Artikel Balls am gleichen Tag, dem 22. April, abzudrucken und folgten diesem Verlangen. Münchener Zeitungen wurden ebenfalls dazu aufgefordert.

## Auszeichnungen
- 1957: Ehrennadel der Nationalen Front der DDR[11]

## Werke
- Fehde auf Island,  Büchergilde Gutenberg, Berlin, ca. 1930 DNB 572117965
- Die Jomsburgwikinger, Kraft, Leipzig, 1936, DNB 578797429
- Germanische Sturmflut, Kraft, Leipzig, 1936, DNB 578797453
- Blaues Licht am Schwedenturm, Janke, Leipzig, 1937, DNB 572118007
- Drei Menschen und ein Hof, Voigtländer, Leipzig, 1937, DNB 572118023
- Die Tochter, Limpert Verlag, Berlin, 1937, DNB 572118058
- Egil, Kämpfer und Skalde : Der Geschichte und die Sagas, Kraft, Leipzig, 1937, DNB 578797399
- Die Wege der Wolfsöhne : Eine Familiengeschichte, Limpert, Berlin, 1938, DNB 572118066
- Der Bauernmord von Zabern, Schmidt & Spring, Leipzig, 1938, DNB 578797380
- Spuk an der Oder, Schmidt & Spring, Leipzig, 1938, DNB 578797445
- Der blinde Bauer, Ludendorffs Verlag, 1939, DNB 572117957[12]
- De drie kiezelsteenen : Een sprookje voor groote menschen Niederländisch, Übers. Martien Beversluis. Westland, Amsterdam 1942, DNB 579132250[13]
- Ernte, Noebe, Leipzig, 1944, DNB 578797410
- Halle zwo, 1949
- Schandauer Novelle, Halle (Saale),  Mitteldeutscher Verlag, 1952, DNB 450215776
- Warum schweigt Anna Kersten?, Verlag Neues Leben, 1954, DNB 364442212
- Am Wochenend geschrieben, Mitteldeutscher Verlag, 1955, DNB 450215709
- Wer rief Überfall 01?, Verlag Neues Leben, 1955, DNB 363307095 (erschienen in „Das neue Abenteuer“ 65)
- Geschäft mit Barbara, Verlag Neues Leben, 1956, DNB 363307052
- Ein harmloser Urlauber, Verlag Neues Leben, 1956, DNB 363307087
- … fährt doch nach Port Said, Verlag Neues Leben, 1957, DNB 363307044
- Sonderauftrag, Verlag Neues Leben, 1957, DNB 363307079
- Liebenrosa. Roman einer kleinen Stadt, Verlag Der Morgen, 1957, DNB 572118015
- Alarm auf Station Einstein, Verlag Neues Leben, 1957, DNB 363462244 (mit Lothar Weise, erschienen in „Das neue Abenteuer“ 119 & 120)
- Kathrin Wenzel, Aufbau Verlag, 1958, DNB 450215784
- Signale von der Venus, Verlag Neues Leben, 1958, DNB 450007286 (mit Lothar Weise, erschienen in „Das neue Abenteuer“ 134)
- Brand im Mondobservatorium, Verlag Neues Leben, 1959, DNB 450007561 (mit Lothar Weise, erschienen in „Das neue Abenteuer“ 161)
- Atomfeuer über dem Pazifik, Verlag Neues Leben, 1959, DNB 450215717 (mit Lothar Weise, erschienen in „Spannend erzählt“ 31)
  - auch 1962 unter dem Pabel-Verlagspseudonym Fred Morgan in „Utopia-Großband“  190
- Wie du und ich, Verlag Der Morgen, 1959, DNB 572118074
- Begnadigt von unserer Zeit, Mitteldeutscher Verlag, 1959, DNB 450215725
- Meister Annette, Verlag der Nation, 1960, DNB 572117930
- Die Drachmensammlung, Verlag Neues Leben, 1961, DNB 450007928 (erschienen in „Das neue Abenteuer“ 192)
- Majoll im Labyrinth, Mitteldeutscher Verlag, 1961, DNB 450215768
- Mord ohne Spuren, Verlag Neues Leben, 1963, DNB 450008185 (erschienen in „Das neue Abenteuer“ 216)
- Günter und Christiane, Verlag Der Morgen, 1964, DNB 450215733
- Alarm an der Brücke, Verlag Neues Leben, 1965, DNB 450008452 (erschienen in „Das neue Abenteuer“ 240)
- Im Sommer danach, Mitteldeutscher Verlag, 1966, DNB 455603537
- Skandal um einen Arzt, Verlag Der Morgen, 1966, DNB 455603545
- Der Gletscher kommt, Verlag Neues Leben, 1966, DNB 457679026 (erschienen in „Das neue Abenteuer“ 248)
- Im Eis des Kometen, Verlag Neues Leben, 1968, DNB 457679255 (mit Lothar Weise, erschienen in „Das neue Abenteuer“ 270)
- Wer schickte Maria Z.?, Verlag Neues Leben, 1972, DNB 730300048
- Im Orkan vor Kamtschatka, Verlag Neues Leben, 1973, DNB 363307060 (erschienen in „Das neue Abenteuer“ 321)
- Gefährlicher Alleingang, Verlag Neues Leben, 1975, DNB 200276379 (mit Joachim Panzer)
- Wunder finden nicht alle Tage statt, Verlag Tribüne, 1976, DNB 770193250
- Ein Menschenleben später, Verlag Tribüne, 1978, DNB 790063131